# SSIF Rame Panoramique
 (juillet 2024).
La mise en forme du texte ne suit pas les recommandations de Wikipédia : il faut le « wikifier ».
Les points d'amélioration suivants sont les cas les plus fréquents. Le détail des points à revoir est peut-être précisé sur la page de discussion.
- Les titres sont pré-formatés par le logiciel. Ils ne sont ni en capitales, ni en gras.
- Le texte ne doit pas être écrit en capitales (les noms de famille non plus), ni en gras, ni en italique, ni en « petit »…
- Le gras n'est utilisé que pour surligner le titre de l'article dans l'introduction, une seule fois.
- L'italique est rarement utilisé : mots en langue étrangère, titres d'œuvres, noms de bateaux, etc.
- Les citations ne sont pas en italique mais en corps de texte normal. Elles sont entourées par des guillemets français : « et ».
- Les listes à puces sont à éviter, des paragraphes rédigés étant largement préférés. Les tableaux sont à réserver à la présentation de données structurées (résultats, etc.).
- Les appels de note de bas de page (petits chiffres en exposant, introduits par l'outil «  Source ») sont à placer entre la fin de phrase et le point final[comme ça].
- Les liens internes (vers d'autres articles de Wikipédia) sont à choisir avec parcimonie. Créez des liens vers des articles approfondissant le sujet. Les termes génériques sans rapport avec le sujet sont à éviter, ainsi que les répétitions de liens vers un même terme.
- Les liens externes sont à placer uniquement dans une section « Liens externes », à la fin de l'article. Ces liens sont à choisir avec parcimonie suivant les règles définies. Si un lien sert de source à l'article, son insertion dans le texte est à faire par les notes de bas de page.
- La présentation des références doit suivre les conventions bibliographiques. Il est recommandé d'utiliser les modèles {{Ouvrage}}, {{Chapitre}}, {{Article}}, {{Lien web}} et/ou {{Bibliographie}}. Le mode d'édition visuel peut mettre en forme automatiquement les références.
- Insérer une infobox (cadre d'informations à droite) n'est pas obligatoire pour parachever la mise en page.

Pour une aide détaillée, merci de consulter Aide:Wikification.
Si vous pensez que ces points ont été résolus, vous pouvez retirer ce bandeau et améliorer la mise en forme d'un autre article.
 (juillet 2024).
 (juillet 2024).
La rame SSIF Vigezzo Vision "Panoramico" est une rame à unités multiples à voie métrique, commandée en 3 exemplaires en 2004, par la compagnie italienne Società Subalpina di Imprese Ferroviarie - SSIF au groupement composé des constructeurs Corifer, Officine Ferroviairie Veronesi et Škoda Transportation. 
Ces trois rames ont été livrés en 2007 et se composent ainsi :
- rame 1 : motrice A (ABe 4/4 Pp 81) « Domodossola », voiture motorisée (Be 4/4 Pi 88), voiture remorque (P 811) et motrice B (Be 4/4 Pp 84) « Craveggia »,
- rame 2 : motrice A (Abe 4/4 Pp 83 « Masera », voiture motorisée (Be 4/4 Pi 87), voiture remorque P 810 et motrice B (Be 4/4 Pp 82) « Toceno »,
- rame 3 : motrice A (Abe 4/4 Pp 85 « Trontano », voiture remorque P 812, voiture motorisée (Be 4/4 Pi 89) et motrice B (Be 4/4 Pp 86) « Villette »

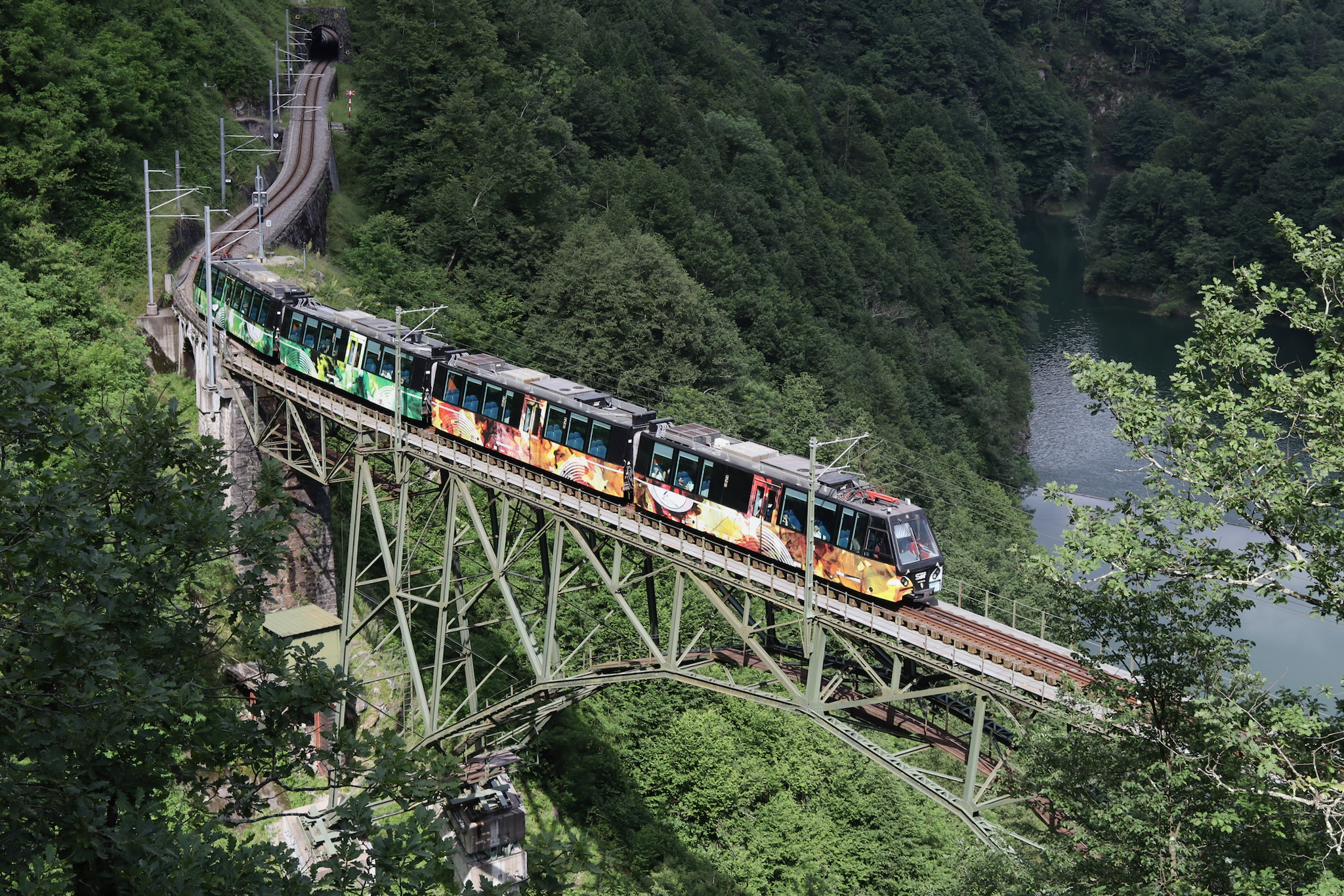
Rame SSIF Panoramique en livrée 100e anniversaire

Ces rames panoramiques quadruples type ABe ont une forme trapézoïdale et comportent de grandes fenêtres pour favoriser la vue et les prises de photographies par tous les passagers, sans se déplacer. Les rames comportent 17 places en 1re classe dont une place privilégiée près de la cabine du conducteur, face à la voie ferrée, 1 place pour fauteuil roulant PMR et 172 places en 2e classe. Le service de ces rames panoramiques est appelé « Vigezzo Vision ».

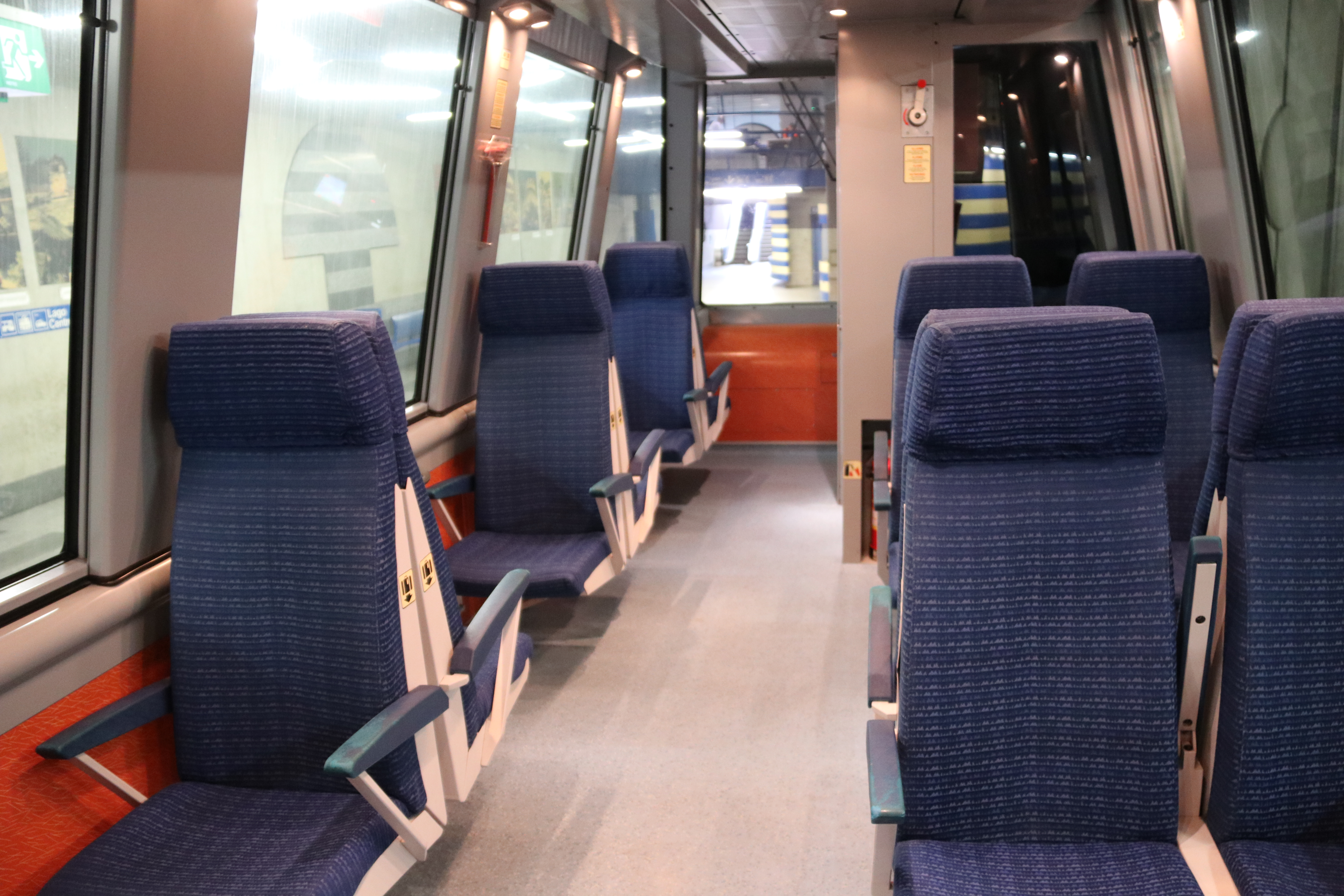
Aménagement intérieur 1re classe
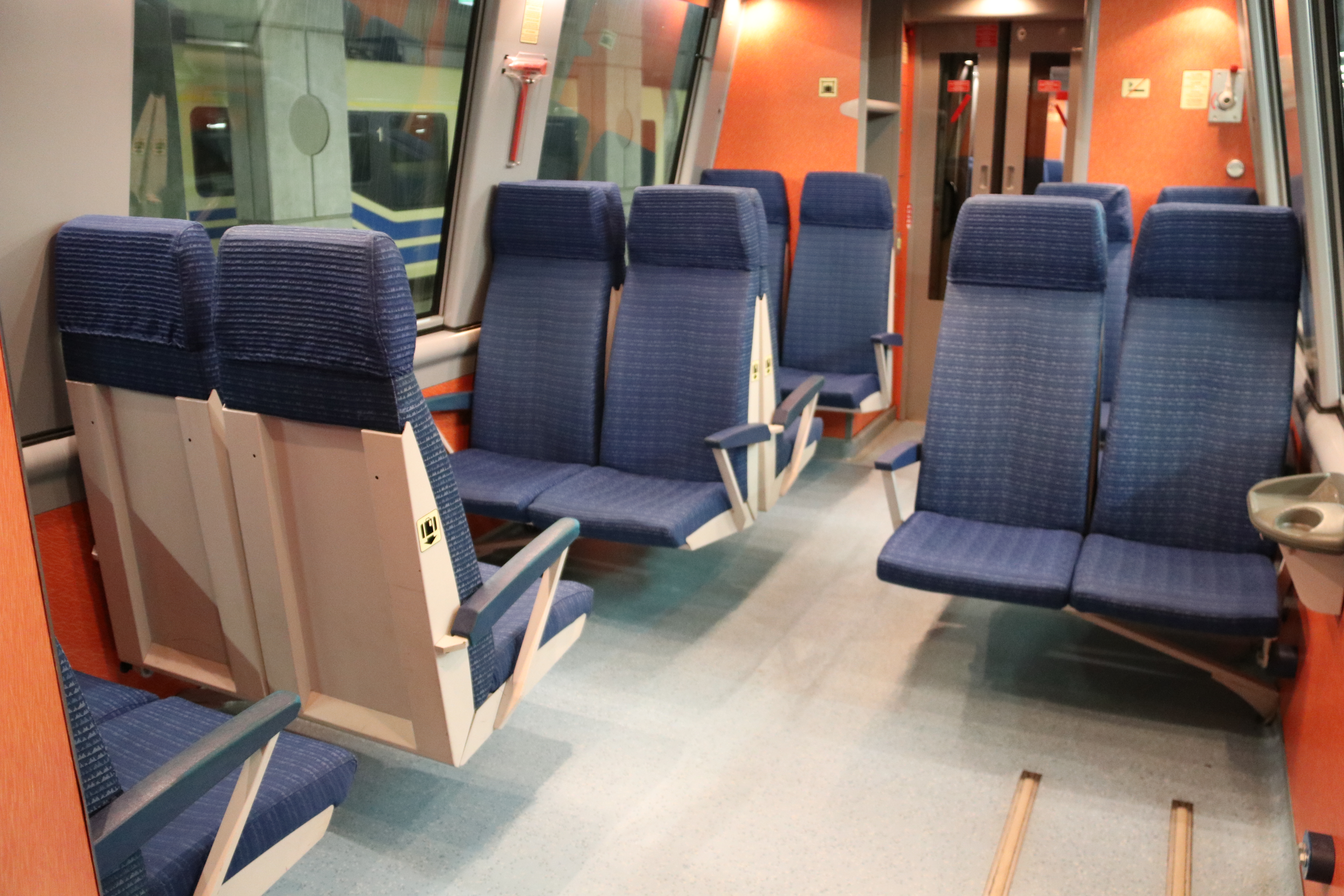
Aménagement intérieur 2e classe

## Histoire
Au début des années 2000, la fréquentation croissante de touristes venus admirer les riches paysages de cette région montagneuse, à cheval entre l'Italie et la Suisse, a incité la direction de la compagnie italienne Società Subalpina di Imprese Ferroviarie - SSIF à proposer un service spécifique desservi par une rame panoramique. 
En 2004, SSIF commande trois rames articulées en unités multiples dotées d'un aménagement panoramique spécifique au constructeur italien Officine Ferroviarie Veronesi - OFV. Chaque rame devait comprendre trois caisses, avec une carrosserie en forme trapézoïdale, munies de très grandes fenêtres pour favoriser la vue sur l'extérieur. Pour satisfaire à cette demande, le constructeur OFV s'est allié à son confrère Corifer pour la carrosserie et à Škoda Transportation pour la partie électrique. Avant de lancer la fabrication, la direction de SSIF a fait ajouter une caisse remorque supplémentaire à la rame pour augmenter sa capacité. Les trois rames à 4 caisses ont été livrés en 2007 et sont utilisées essentiellement pendant la saison estivale.

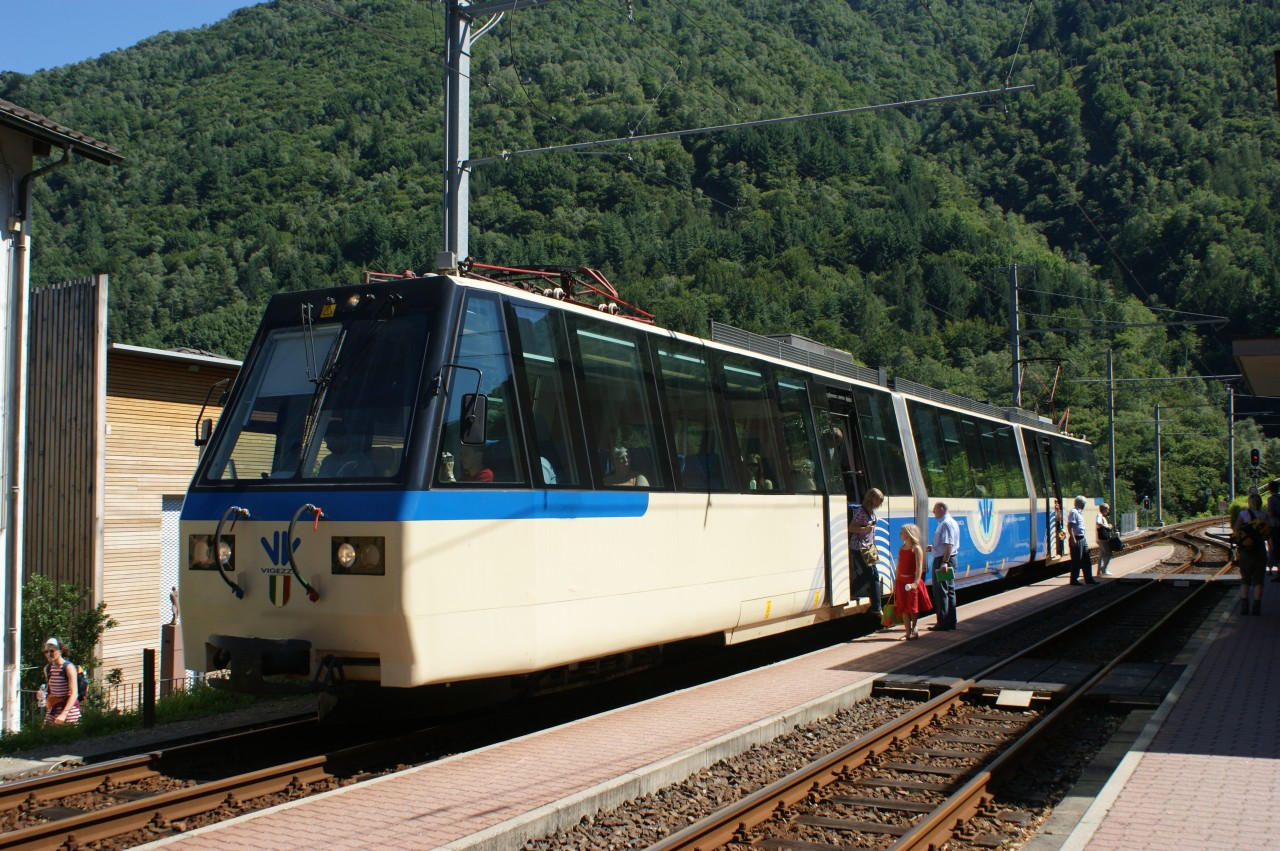
Rame SSIF ABe 8/8 24 Panoramique en gare d'Intragna

Pour compléter son offre, SSIF a fait transformer, en 2006, l'ancienne rame articulée 2 caisses SSIF ABe 8/8 n° 24 « Vigezzo » en train panoramique de réserve. La rame ABe 8/8 24 a été entièrement reconstruite avec l'ajout d'une caisse centrale, dotée d'une carrosserie qui reprend le style des rames panoramiques pour obtenir une rame articulée de 3 caisses.

## Caractéristiques techniques
Chaque élément (motrices et voitures) disposent d'un empattement de 9,650 m, longueur maximale due au rayon de courbure de la voie. La longueur hors tampons de 15,550 m pour les voitures centrales et de 16,250 m pour les motrices à chaque extrémité. L'empattement du bogie est de 1 880 mm. La rame mesure 63,600 m de longueur, 20 cm de moins que deux  rames Abe 4/6 accouplées. La rame train comporte 6 bogies moteurs sur les 8 bogies qui la lient à la voie. Les moteurs de traction asynchrones triphasés développent une puissance continue de 720 kW.
Tableau de composition des rames 
| Désignation      | Type              | N° SSIF | EVN              | Nom           | Remarques |
| ---------------- | ----------------- | ------- | ---------------- | ------------- | --------- |
| ABe 4/4 Pp       | Motrice A         | 81      | 94 83 3440 081-9 | "Domodossola" |           |
| ABe 4/4 Pp       | Motrice A         | 83      | 94 83 3440 083-5 | "Masera"      |           |
| ABe 4/4 Pp       | Motrice A         | 85      | 94 83 3440 085-0 | "Trontano"    |           |
| Be 4/4 Pp        | Motrice B         | 82      | 94 83 4440 082-5 | "Toceno"      |           |
| Be 4/4 Pp        | Motrice B         | 84      | 94 83 4440 084-1 | "Craveggia"   |           |
| Be 4/4 Pp        | Motrice B         | 86      | 94 83 4440 086-6 | "Villette"    |           |
| Be 4/4 Pi        | Voiture motorisée | 87      | 94 83 6440 087-9 |               |           |
| Be 4/4 Pi        | Voiture motorisée | 88      | 94 83 6440 088-7 |               |           |
| Be 4/4 Pi        | Voiture motorisée | 89      | 94 83 6440 089-5 |               |           |
| B4 Rimorchiata P | Voiture           | 810     | 94 83 0400 810-5 |               |           |
| B4 Rimorchiata P | Voiture           | 811     | 94 83 0400 811-3 |               |           |
| B4 Rimorchiata P | Voiture           | 812     | 94 83 0400 812-1 |               |           |